# Schering Rosenhanes gränd

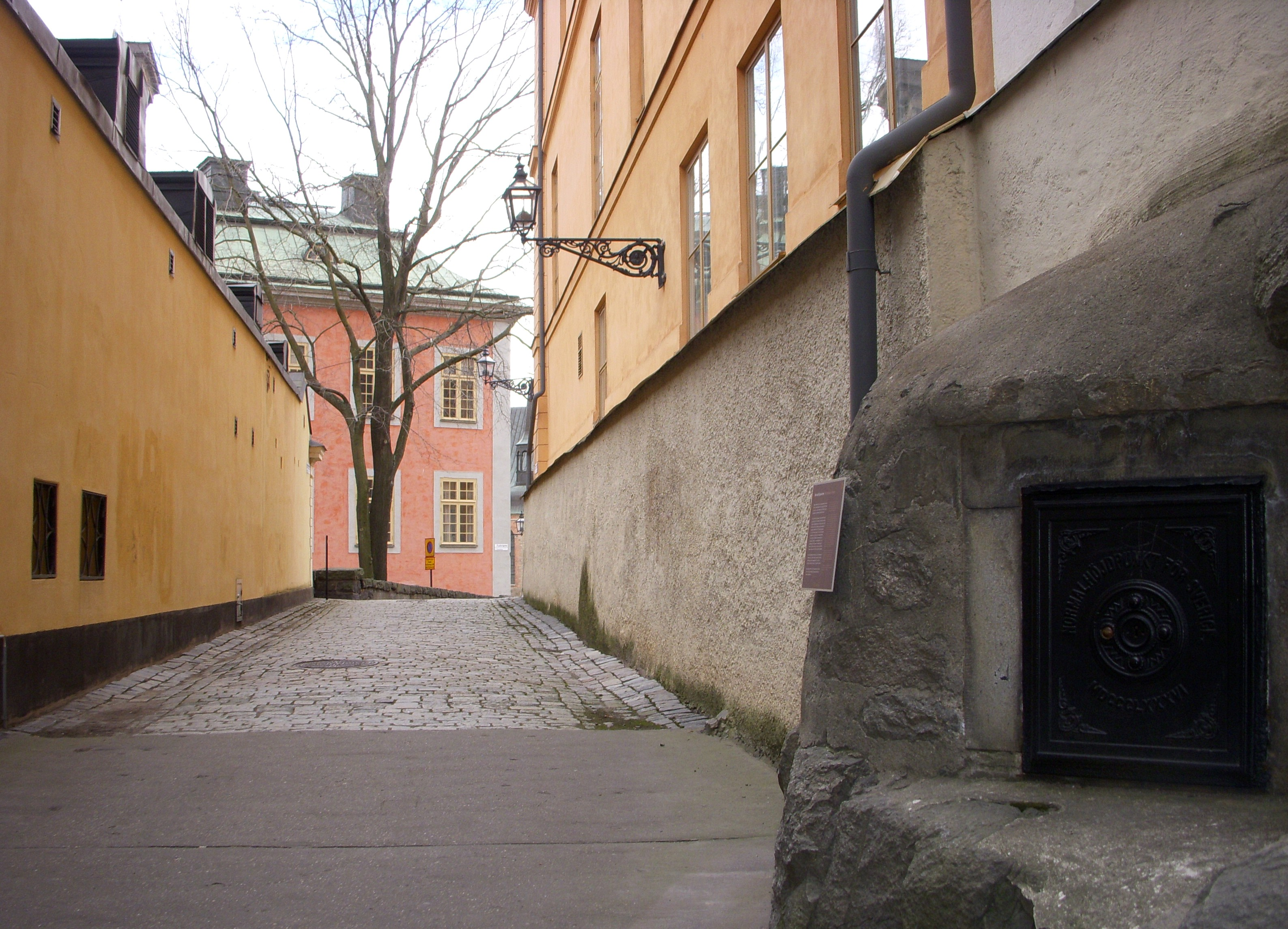
Schering Rosenhanes gränd mot norr, till höger syns järnluckan med normalhöjdpunkten.

Schering Rosenhanes gränd är en gränd på Riddarholmen i Stockholm. Den börjar vid Birger Jarls torg och leder mellan Schering Rosenhanes palats och  Norstedtshuset ner till Norra Riddarholmshamnen, sista delen består av trappor. Gränden fick sitt namn 1925.
Namnet härrör från överståthållaren Schering Rosenhane (1609–1663) som lät uppföra den västra byggnaden 1652–1656 efter arkitekt Nicodemus Tessin d.ä.s ritningar.
I berget på grändens västra sida finns sedan 1886 bakom en järnlucka Normalhöjdpunkten för Sverige. Det i romerska siffror skrivna datumet lyder MDCCCLXXXVI (1886). Härifrån utgick Rikets första gemensamma så kallade precisionsavvägning.